# Theodórosz Metokhitész
Theodórosz Metokhitész (ógörögül: Θεόδωρος Μετοχίτης, latinul: Theodorus Metochites), (Nikaia, 1270 – Konstantinápoly, 1332. március 13.) középkori bizánci diplomata, magas rangú tisztviselő, ortodox teológus, filozófus, történész, csillagász, költő és mecénás.

## Élete és művei
Rendkívüli képességei már fiatalon nagy befolyáshoz segítették II. Andronikosz bizánci császár udvarában. Körülbelül 1306-tól 1328-ig az államügyek legfőbb intézője (messzazón) volt. Andronikosz trónfosztásakor Metokhitész is elvesztette állását, befolyását, – hivatalviselése alatt összeszedett – tekintélyes vagyonát, és még a házát is feldúlta a csőcselék. 
Művei közül kiemelkedik a Feljegyzések (Hüpomnématiszmoi), a tárgyában és terjedelmében igen változatos esszékből álló gyűjtemény. A szerző – bár behatóan ismeri az ókori görög- és római írókat – nem akar tudásával hivalkodni, stílusával csillogni (amelyet már kortársai is homályosnak és keresettnek találtak), hanem gondolkodóként saját problémáit és megjegyzéseit fogalmazza meg. Ítéleteiben önálló, a valóságot nem szépíti.
Emlékét írásain kívül a konstantinápolyi Khóra-kolostor őrzi, amelyet még minisztersége idején saját költségén hozatott helyre. A fennmaradt mozaikok és falfestmények a bizánci művészet remeki. (Az egyik mozaikon magát Metokhitészt látni, amint díszes udvari öltözetben Krisztus előtt térdel, és a kolostor kicsinyített mását tartja kezében.)

## Művei magyarul
- Hüpomnéma INː (szerk.) Simon Róbert – Székely Magda – Dimitriosz Hadziszː A bizánci irodalom kistükre, Európa Könyvkiadó, Budapest, 1974, ISBN 963-07-0345-9, 691–693 p

## Külföldi szakirodalom
- Beck, H.-G: Theodoros Metochites: Die Krise des byzantinischen Weltbildes im 14. Jahrhundert. München 1952.
- Bydén, B.: Theodore Metochites’ Stoicheiosis astronomike and the Study of Natural Philosophy and Mathematics in Early Palaiologan Byzantium. Studia Graeca et Latina Gothoburgensia 66, Göteborg 2003, ISBN 91-7346-459-7